# Michael W. Smith
Michael Whitaker Smith (ur. 7 października 1957 w Kenova, USA) – amerykański wokalista, autor piosenek, gitarzysta i keyboardzista występujący w nurcie współczesnej muzyki chrześcijańskiej.

## Życie
Michael Whitaker Smith jest związany z muzyką od kiedy ukończył 10 lat. Sprzedał ponad 13 milionów płyt, wiele jego piosenek stało się przebojami. Jest posiadaczem 5 platynowych i 14 złotych płyt. Zdobył również 40 nagród Dove Awards, a także 3 nagrody Grammy.
Jest dobrym przyjacielem lidera U2 – Bono. Podczas prac nad płytą How to Dismantle an Atomic Bomb, Bono często zapraszał Smitha na sesje nagraniowe. Współpracuje z Franklinem Grahamem, 14-15 czerwca 2014 wystąpił na Festiwalu Nadziei w Warszawie.
Ma żonę Deborah oraz piątkę dzieci. Mieszkają w Nashville w USA.

## Dyskografia

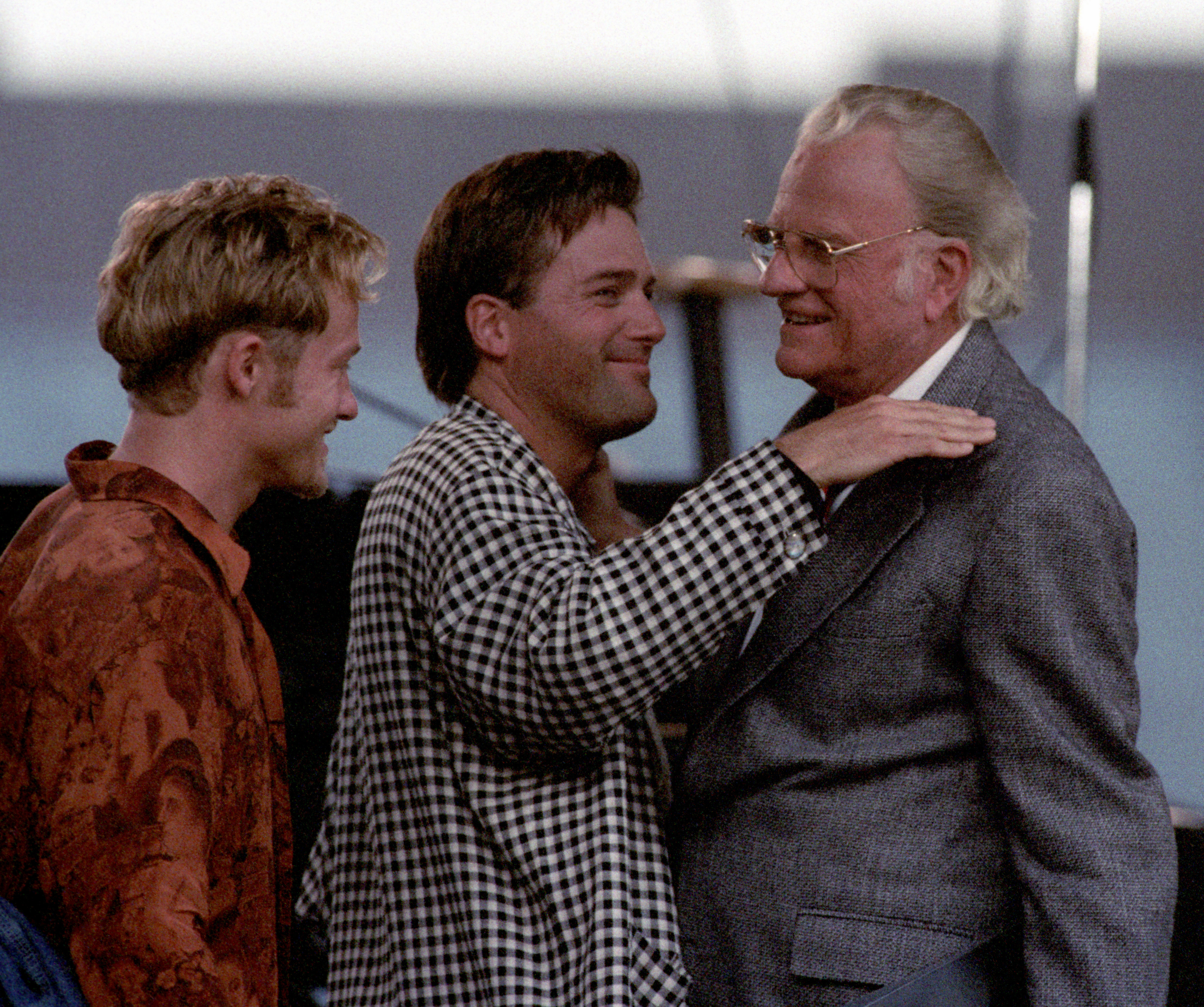
Michael W. Smith i TobyMac z B. Grahamem w 1994.

### Albumy autorskie
- 1983 – The Michael W. Smith Project
- 1984 – Michael W. Smith 2
- 1986 – The Big Picture
- 1987 – The Live Set
- 1988 – i 2 (EYE)
- 1990 – Go West Young Man
- 1992 – Change Your World
- 1993 – The Wonder Years
- 1995 – I’ll Lead You Home
- 1998 – Live the Life
- 1999 – This Is Your Time
- 2004 – Healing Rain
- 2006 – Stand
- 2010 – Wonder
- 2014 – Sovereign

### Autorskie albumy instrumentalne
- 2000 – Freedom
- 2011 – Glory

### Albumy świąteczne
- 1989 – Christmas
- 1998 – Christmas Time
- 2007 – It’s a Wonderful Christmas

### Składanki, kompilacje
- 1993 – The First Decade
- 2003 – The Second Decade

### Albumy z muzyką uwielbienia
- 2001 – Worship
- 2002 – Worship Again
- 2009 – A New Hallelujah

### DVD, VHS
- 2009 – A New Hallelujah – The Live Worship (DVD)
- 2003 – Live in Concert – A 20 Year Celebration (DVD)
- 2002 – Worship (DVD)
- 1993 – Change Your World Live (VHS)
- 1987 – The Big Picture Tour (VHS)
- 1985 – Michael W. Smith In Concert (VHS)